# جون كوك (لاعب غولف)
جون كوك (بالإنجليزية: John Cook)‏ هو لاعب غولف أمريكي، ولد في 2 أكتوبر 1957 في توليدو في الولايات المتحدة.

## وصلات خارجية
- جون كوك على موقع رابطة لاعبي الغولف المحترفين (الإنجليزية)
- جون كوك على موقع التصنيف العالمي الرسمي للغولف (الإنجليزية)